# Gouvernement Dzurinda II
République slovaque
Dzurinda II Fico I
Le gouvernement Dzurinda II (Druhá vláda Mikuláša Dzurindu, en slovaque) est le gouvernement de la République slovaque entre le 16 octobre 2002 et le 4 juillet 2006, durant la troisième législature du Conseil national.

## Coalition et historique
Dirigé par le président du gouvernement démocrate-chrétien sortant Mikuláš Dzurinda, il était soutenu par une coalition entre l'Union démocratique et chrétienne slovaque (SDKÚ), le Mouvement chrétien-démocrate (KDH), le Parti de la coalition hongroise (SMK-MKP) et l'Alliance du nouveau citoyen (ANO), qui disposent ensemble de 78 députés sur 150 au Conseil national, soit 52 % des sièges.
Il a été formé à la suite des élections législatives des 20 et 21 septembre 2002 et succédait au premier gouvernement Dzurinda, formé par une alliance du centre droit et du centre gauche empêchant le maintien au pouvoir du populiste autoritaire Vladimír Mečiar.
Le 6 février 2006, le KDH annonce son retrait de la coalition après le refus des autres partis de voter une clause d'objection de conscience contenue dans un traité avec l'État de la Cité du Vatican. En minorité, Dzurinda décide de convoquer des élections législatives anticipées le 17 juin. À la suite du scrutin, il est remplacé par le gouvernement du social-démocrate Robert Fico.

## Composition

### Initiale
| Portefeuille                                                                        | Nom | Nom | Parti   |
| ----------------------------------------------------------------------------------- | --- | --- | ------- |
| Président du gouvernement                                                           |     | Mikuláš Dzurinda                                                                                            | SDKÚ    |
| Vice-président du gouvernement Affaires européennes, Droits de l'Homme et Minorités |     | Pál Csáky                                                                                                   | SMK-MKP |
| Vice-président du gouvernement Ministre des Finances                                |     | Ivan Mikloš                                                                                                 | SDKÚ    |
| Vice-président du gouvernement Ministre de la Justice                               |     | Daniel Lipšic                                                                                               | KDH     |
| Vice-président du gouvernement Ministre de l'Économie                               |     | Robert Nemcsics (jusqu'au 09.09.2003) Pavol Rusko (23.09.2003 - 24.08.2005)                                 | ANO     |
| Vice-président du gouvernement Ministre de l'Économie                               |     | Jirko Malchárek (à partir du 04.10.2005)                                                                    | Sans    |
| Ministre des Transports, des Postes et des Télécommunications                       |     | Pavol Prokopovič                                                                                            | SDKÚ    |
| Ministre de l'Agriculture                                                           |     | Zsolt Simon                                                                                                 | SMK-MKP |
| Ministre des Travaux publics et du Développement régional                           |     | László Gyurovszky                                                                                           | SMK-MKP |
| Ministre de l'Intérieur                                                             |     | Vladimír Palko                                                                                              | KDH     |
| Ministre de la Défense                                                              |     | Ivan Šimko (jusqu'au 24.09.2003) Juraj Liška (à partir du 10.10.2003) Martin Fedor (à partir du 01.02.2006) | SDKÚ    |
| Ministre des Affaires étrangères                                                    |     | Eduard Kukan                                                                                                | SDKÚ    |
| Ministre du Travail, des Affaires sociales et de la Famille                         |     | Ľudovít Kaník (jusqu'au 17.10.2005) Iveta Radičová                                                          | SDKÚ    |
| Ministre de l'Environnement                                                         |     | László Miklós                                                                                               | SMK-MKP |
| Ministre de l'Éducation                                                             |     | Martin Fronc                                                                                                | KDH     |
| Ministre de la Culture                                                              |     | Rudolf Chmel (jusqu'au 24.05.2005) František Tóth                                                           | ANO     |
| Ministre de la Santé                                                                |     | Rudolf Zajac                                                                                                | ANO     |

### Remaniement du8 février 2006
- Les nouveaux ministres sont indiqués en gras, ceux ayant changé d'attribution en italique.

| Portefeuille                                                                        | Nom | Nom                                               | Parti   |
| ----------------------------------------------------------------------------------- | --- | ------------------------------------------------- | ------- |
| Président du gouvernement                                                           |     | Mikuláš Dzurinda                                  | SDKÚ    |
| Vice-président du gouvernement Affaires européennes, Droits de l'Homme et Minorités |     | Pál Csáky                                         | SMK-MKP |
| Vice-président du gouvernement Ministre des Finances                                |     | Ivan Mikloš                                       | SDKÚ    |
| Vice-présidente du gouvernement Ministre de la Justice                              |     | Lucia Žitňanská                                   | SDKÚ    |
| Vice-président du gouvernement Ministre de l'Économie                               |     | Jirko Malchárek                                   | Sans    |
| Ministre des Transports, des Postes et des Télécommunications                       |     | Pavol Prokopovič                                  | SDKÚ    |
| Ministre de l'Agriculture                                                           |     | Zsolt Simon                                       | SMK-MKP |
| Ministre des Travaux publics et du Développement régional                           |     | László Gyurovszky                                 | SMK-MKP |
| Ministre de l'Intérieur                                                             |     | Martin Pado                                       | SDKÚ    |
| Ministre de la Défense                                                              |     | Martin Fedor                                      | SDKÚ    |
| Ministre des Affaires étrangères                                                    |     | Eduard Kukan                                      | SDKÚ    |
| Ministre du Travail, des Affaires sociales et de la Famille                         |     | Iveta Radičová                                    | SDKÚ    |
| Ministre de l'Environnement                                                         |     | László Miklós                                     | SMK-MKP |
| Ministre de l'Éducation                                                             |     | László Szigeti                                    | SDKÚ    |
| Ministre de la Culture                                                              |     | František Tóth (jusqu'au 05.04.2006) Rudolf Chmel | ANO     |
| Ministre de la Santé                                                                |     | Rudolf Zajac                                      | ANO     |